# Educação na Bolívia
A educação na Bolívia está constituída por níveis e modalidades de acordo com as bases, fins e objetivos da educação. Esta organização têm como fundamento oJUSTmento biopsicosocial dos alunos e das características de cada região do país. Os níveis do Sistema Educativo são graduais, conforme o próprio processo educativo, com objetivos próprios e em função dos diferentes estados de desenvolvimento de seus alunos.

## História
Uma crônica instabilidade política atrasou o desenvolvimento da educação da Bolívia. Na era colonial, a educação era limitada a alguns clericatos atuando como tutores para filhos de famílias de elite. Pouco esforço foi feito para ensinar os índios além do necessário para convertê-los. A independência trouxe uma série de ambiciosos decretos relacionados a uma educação primária compulsória e universal, e um sistema de escola pública; apesar disso, pouco foi feito. Na década de 1990 as escolas existiam primariamente para servir as elites urbanas. Não havia institutos vocacionais ou agricultural no país. Apenas 17% da população adulta era alfabetizada.
No final, entretanto, houve poucas oportunidades de real expansão da educação. Uma lei de 1947 para tentar acabar com o analfabetismo chamou atenção para a limitada capacidade do governo para agir nesta área. A lei requiria que todos os bolivianos alfabetos ensinassem ao menos uma outra pessoa a ler e escrever. No fim da revolução de 1952, menos que um terço da população adulta era alfabeta.
A legislação de 1956 foi a fundação para o sistema de educação pública no final da década de 1980. O governo estabeleceu um ciclo de seis anos para educação primária seguido por quatro anos de educação intermediária e dois anos de educação secundária terminando com um diploma de bacharelado. Leis de 1969 e 1973 revisou o curriculum e instituiu um ciclo de cinco anos para a educação primária, teoricamente compulsória entre as idades de sete e quatorze anos, seguida de três anos de educação intermediária e quatro de educação secundária. Os dois primeiros anos de educação secundária consistiam de um programa integrado que todos os estudantes seguiam; o segundo ciclo de dois anos permitia aos estudantes se especializar na área humana ou um dos muitos campos das exatas. Todos os cursos davam um certificado de bacharel, que era um pré-requisito para entrar na universidade.
A educação superior consistia na University of Bolivia e uma variedade de institutos públicos e privados. A University of Bolivia - um consórcio de oito universidades públicas e uma universidade privada (a Bolivian Catholic University) - foi a única escola pós-secundária que emitia certificado. Ao menos quatro outras instituições privadas estavam operando sem autorização legal em 1989. Outras escolas ofereciam treinamento técnico na área de artes finas, arte comercial, e campos técnicos, assim como o treinamento para professor.
A University of Bolivia, que possui mais de 100 mil estudantes matriculados em 1989, se envolveu em um conflito com o governo de Paz Estenssoro sobre o que os líderes acadêmicos achavam que era o plano do governo para cortar drasticamente as finanças públicas da educação superior. O governo admitiu seus planos para promover as instituições privadas para tentar reverter o declínio geral nos padrões acadêmicos resultados de políticas de admissão muito abertas. O impasse sobre as finanças da universidade levou os estudantes a protestarem em 1988, com a polícia intervindo na maior universidade do país, a San Andrés University em La Paz, com 37 mil estudantes.
O Ministério da Educação e Cultura da Bolívia organizou turmas de alfabetização adulta. No meio da década de 1980, aproximadamente 350 centros e mais de 2 mil professores se dedicavam a programas de alfabetização de adultos. Mais da metade se localizavam em La Paz, onde menos de um terço da população vivia. O programa teve pouco impacto, entretanto; a melhora no índice de alfabetização adulta, que se manteve em 0,1293% no meio da década de 1980, foi causada primariamente pelo aumento das matrículas nas escolas primárias. De 1973 a 1987, o percentual das crianças com idade de estudar matriculadas em escolas primárias aumentou de 76% para 87%.
A maioria dos gastos da educação eram para cobrir gastos operacionais, especialmente custos pessoais, deixando pouco para programas capitais e de expansão. Os gastos se mantiveram concentrados nas áreas urbanas. Aproximadamente 60% dos 59 mil professores estavam empregados em escolas urbanas. A crise econômica que atingiu o país na primeira metade da década de 1980 teve um grande impacto nos gastos educacionais. Analistas estimam que os verdadeiros gastos educacionais em 1985 eram menos de 40% do total de gastos de 1980. No mesmo período, o percentual do produto interno bruto reservado para a educação caiu de 3% para menos de 2%.
Apesar do sistema educacional ter registrado algum progresso nas matrículas nas décadas de 1970 e 1980, continuavam a existir alguns sérios problemas. O número de estudantes da escola secundária cresceu duas vezes mais rápido que a população da faixa de idade deste grupo; a população de estudantes da universidade cresceu quatro vezes mais rápido que o total da população entre 18 e 24 anos. Ainda assim, a educação secundária continuou além do alcance da maioria dos bolivianos; apenas 35% da população na faixa de idade frequentava a escola secundária. Disparidades significantes também existiam entre as taxas de matrícula de homens e mulheres. Esforços para aumentar as matrículas de mulhers esbarrava contra a dura realidade econômica enfrentada pelas famílias mais pobres, que dependiam de suas filhas para ajudar nas tarefas domésticas e no cuidado com as crianças.
Os índices de desistência também se mantiveram extremamente altos. Apenas um terço dos alunos da primeira série terminavam a quinta série, 20% começava a escola secundária, 5% começara seus estudos pós-secundários, e apenas 1% recebiam diplomas universitários. Os índices de desistência eram maiores entre as mulheres e as crianças das áreas rurais. Apenas 40% dos jovens das áreas rurais continuavam seus estudos além da terceira série.
A língua espanhola foi a língua usada em todos os níveis de educação. Críticos culpam a falta de educação bilingue o alto índice de desistência nas áreas rurais de crianças indígenas.

### Reforma educativa
Desde 1994 a Bolívia leva adiante seu "Programa de Reforma Educativa (PRE)" em que se estabelece o caráter democrático da educação, com a sociedade participando de seu planejamento, organização, execução e avaliação. Assim mesmo, dispõe a incorporação do enfoque intrecultural e a modalidade bilingue na educação, respondendo assim pela heterogenidade sociocultural do país.
Na primeira etapa de sua execução (1995-2003), a Reforma Educativa priorizou suas ações no nível primária, enquanto a estratégia da "Educación Boliviana" 2004-2015, que se encontra em processo de consulta e concentração planeja ações que abarquem todos os níveis e modalidades educativas da área formal e alternativa.
A educação está imersa em um processo de descentralização dos fundos para a educação, onde os governos municipais possuem o direito de propriedade sobre os bens móveis e imóveis do serviço de educação pública, e a obrigação de construir, equipar e manter a infraestrutura educativa. As prefeituras de cada departamento supervisiona o controle dos recursos humanos do serviço de educação através dos Servicios Departamentales de Educación (direções departamentais e distritais).
Na Educação Superior as políticas de descolonização criaram uma integração dos conhecimentos locais originários dos aprendizados culturais da região fortalecendo assim a cultura indígena e camponesa típica dos povos originários locais.
A Resistência da união de professores, entretanto, tem atrasado a implementação de algumas partes da reforma.

## Sistema educacional
O sistema educacional é dividido em educação infantil, primária, secundária e superior.

### Educação infantil
Em 2005 a população escolar na educação infantil era de 200.000 pessoas.

### Educação fundamental / primária
Em 2005 a população escolar na educação primária era de 1.600.000.

### Educação secundária
Em 2005 a população escolar na educação secundária era de 400.000.

## Cobertura e Qualidade
Os resultados do "Sistema Educativo Nacional" (SEN) não dependem apenas do esforço que há no setor, mas também tem a ver com o âmbito familiar do estudante e o contexto econômico nacional, entre outros fatores. O fato de que a Bolívia é um dos países mais pobres da América Latina, com mais da metade de sua população em situação de pobreza, espececialmente aquela que vive na área rural, influi negativamente nos resultados educativos. A Bolívia é um país predominantemente jovem, e com isso a demanda por educação escolar continuará sendo determinante durante os anos seguintes.
Os problemas da educação da Bolívia não são necessariamente atribuídos à falta de fundos. O país reserva 23% do seu orçamento anual para gastos educacionais, um percentual maior do que a maioria dos outros países da América do Sul, apesar de ter um orçamento nacional menor.

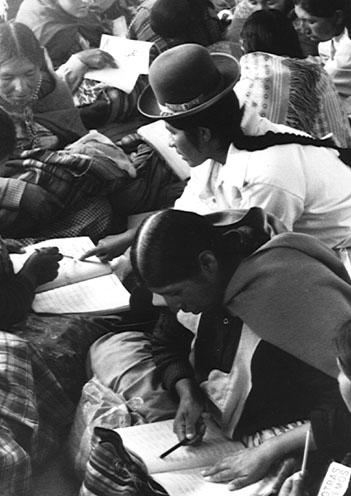
Mulheres aymaras em La Paz, aprendendo literatura.

O índice de alfabetização do país é de 86,7% é comparavelmente menor que os outros países da América do Sul[carece de fontes?], embora este valor tenha melhorado nos últimos anos graças a programas de alfabetização do governo.
A cobertura do "Sistema Educativo Boliviano" alcança cerca de 85% da população da Bolívia e a maioria se encontra em estabelecimentos fiscais de 2.100.000 habitantes, demonstrando que a demanda por serviços públicos no campo educativo é muito grande. A permanência nos estudos dos 6 aos 19 anos mostra que 92% da população que declarou ter um nível básico de instrução continua estudando, e representam 65% dos matriculados.
No contexto latinoamericano a Bolívia não apresenta os melhores resultados. Por exemplo, enquanto nos países vizinhos (a exceção do Brasil) a taxa de analfabetismo da população de 15 anos ou mais é menor que 8%, no país este indicador alcança 13,3%, mesmo tendo se reduzido entre 1992 e 2001.
O índice de matrículas por sexo mostra que as mulheres são as que menos frequentam o sistema escolar em relação à população masculina.
A educação na Bolívia, assim como outros aspectos na vida dos bolivianos, tem uma divisão entre a área rural e a urbana. No ano de 2002 existiam 13.escolas públicas, com 14.827 unidades, a maioria concentrada na área rural (11.252 unidades educativas). Este fenômeno se deve à dispersão da população na área rural, exigindo assim uma maior quantidade de unidades educativas, com poucos alunos, para atender a toda a população escolar. Por sua vez, na área urbana existem problemas de superpopulação, e uma maior utilização das aulas já que estas funcionam mais de um turno. O analfabetismo rural se mantém alto, mesmo que o resto do país tenha aumentando o índice de alfabetização. Essa diferença é causada parcialmente pelo fato de que muitas crianças vivendo em áreas rurais são forçadas a contribuir economicamente para a renda familiar, e assim é muito mais improvável que frequentem a escola. Na média, as crianças da área rural frequentam a escola por 4,2 anos[carece de fontes?], enquanto as crianças da área urbana recebem educação por uma média de 9,4.
Analisando a situação educativa, a população adulta, a população feminina, e mais ainda a população que vivem em áreas rurais, são as que mais apresentam dificuldades. Na área rural, 39,3% das mulheres não alcançou nenhum nível de instrução, enquanto 15,7% dos homens se encontram nesta situação. Na área urbana, 10,5% das mulheres e 3,2% dos homens não tem nenhum nível de instrução.
Em relação ao índice de analfabetismo, na área rural 37,9% das mulheres e 14,4% dos homens com quinze anos ou mais não sabem ler ou escrever, enquanto na área urbana o analfabetismo é menor, mas segue desfavorável à população feminina (10% das mulheres, e 2,9% dos homens não sabem ler nem escrever). Estes resultados ilustram o desenvolvimento do sistema educativo anterior a 1994, principalmente na área formal.